# Martin Wilk
Martin Bradbury Wilk, OC (18 décembre 1922 – 19 février 2013) est un statisticien canadien.
En 1965, en collaboration avec Samuel Sanford Shapiro, il a développé le test de Shapiro–Wilk,  qui peut indiquer si un échantillon provient d'une loi normale. Avec Ramanathan Gnanadesikan il a développé un certain nombre de graphiques pour l'analyse des données, notamment le Q–Q plot.